# Жеюс-д’Олорон
Жею́с-д’Олоро́н (фр. Geüs-d'Oloron) — коммуна во Франции, находится в регионе Аквитания. Департамент — Атлантические Пиренеи. Входит в состав кантона Олорон-Сент-Мари-1. Округ коммуны — Олорон-Сент-Мари.
Код INSEE коммуны — 64244.

## География

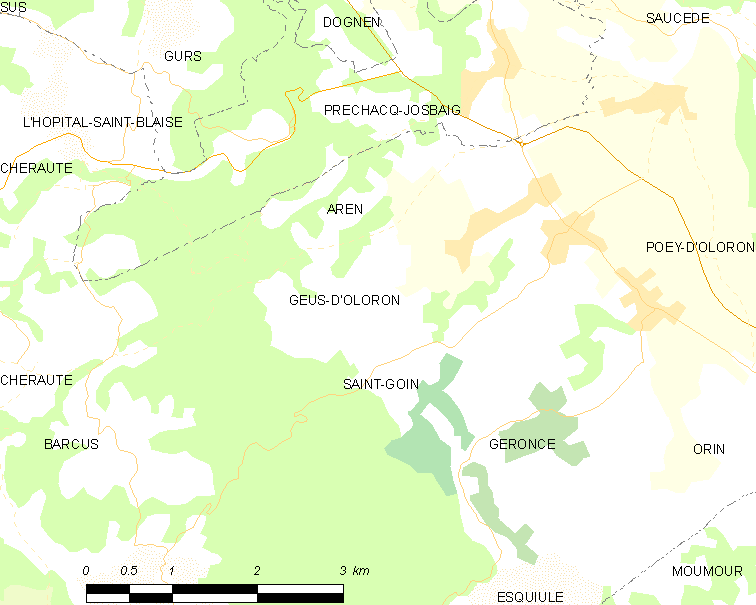
Карта коммуны

Коммуна расположена приблизительно в 670 км к югу от Парижа, в 180 км южнее Бордо, в 28 км к западу от По.
На северо-востоке коммуны протекает река Жоос.

### Климат
Климат тёплый океанический. Зима мягкая, средняя температура января — от +5°С до +13°С, температуры ниже −10 °C бывают редко. Снег выпадает около 15 дней в году с ноября по апрель. Максимальная температура летом порядка 20-30 °C, выше 35 °C бывает очень редко. Количество осадков высокое, порядка 1100 мм в год. Характерна безветренная погода, сильные ветры очень редки.

## Население
Население коммуны на 2010 год составляло 208 человек.
| 1962 | 1968 | 1975 | 1982 | 1990 | 1999 | 2010 |
| ---- | ---- | ---- | ---- | ---- | ---- | ---- |
| 178  | 194  | 196  | 201  | 201  | 199  | 208  |

## Администрация
| Период | Период | Фамилия              | Партия       | Примечания |
| ------ | ------ | -------------------- | ------------ | ---------- |
| 1989   | 1995   | Лоран Лафаргет       | беспартийный |            |
| 1995   | 2014   | Дидье Казенав-Ларрош |              |            |
| 2014   | 2020   | Клод Лакур           |              |            |

## Экономика
В 2010 году среди 141 человека трудоспособного возраста (15-64 лет) 104 были экономически активными, 37 — неактивными (показатель активности — 73,8 %, в 1999 году было 72,7 %). Из 104 активных жителей работали 100 человек (52 мужчины и 48 женщин), безработных было 4 (1 мужчина и 3 женщины). Среди 37 неактивных 14 человек были учениками или студентами, 18 — пенсионерами, 5 были неактивными по другим причинам.

## Достопримечательности
- Средневековая церковь Нотр-Дам (реконструирована в XIX веке)[4]

## Фотогалерея

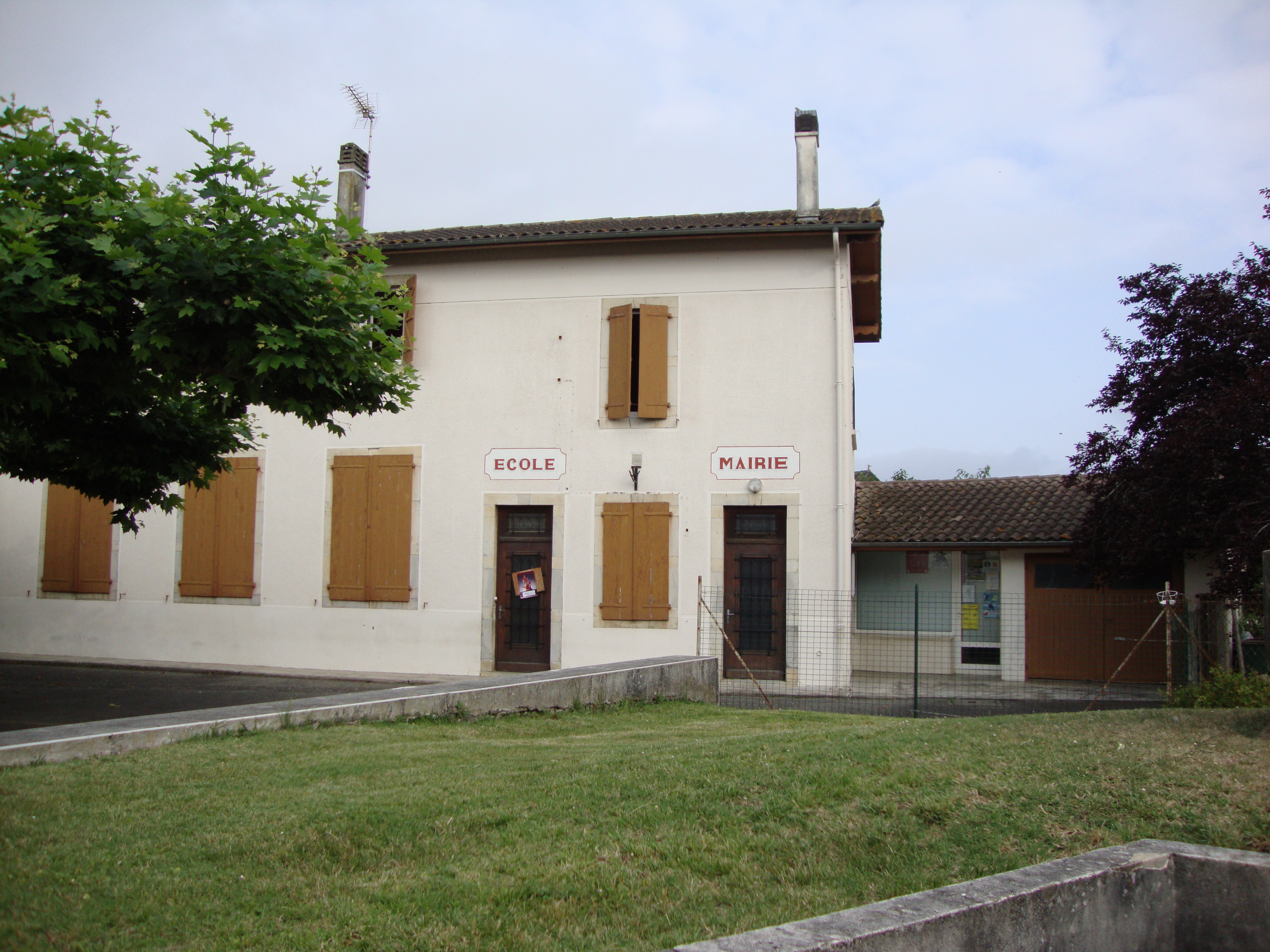
Мэрия и школа
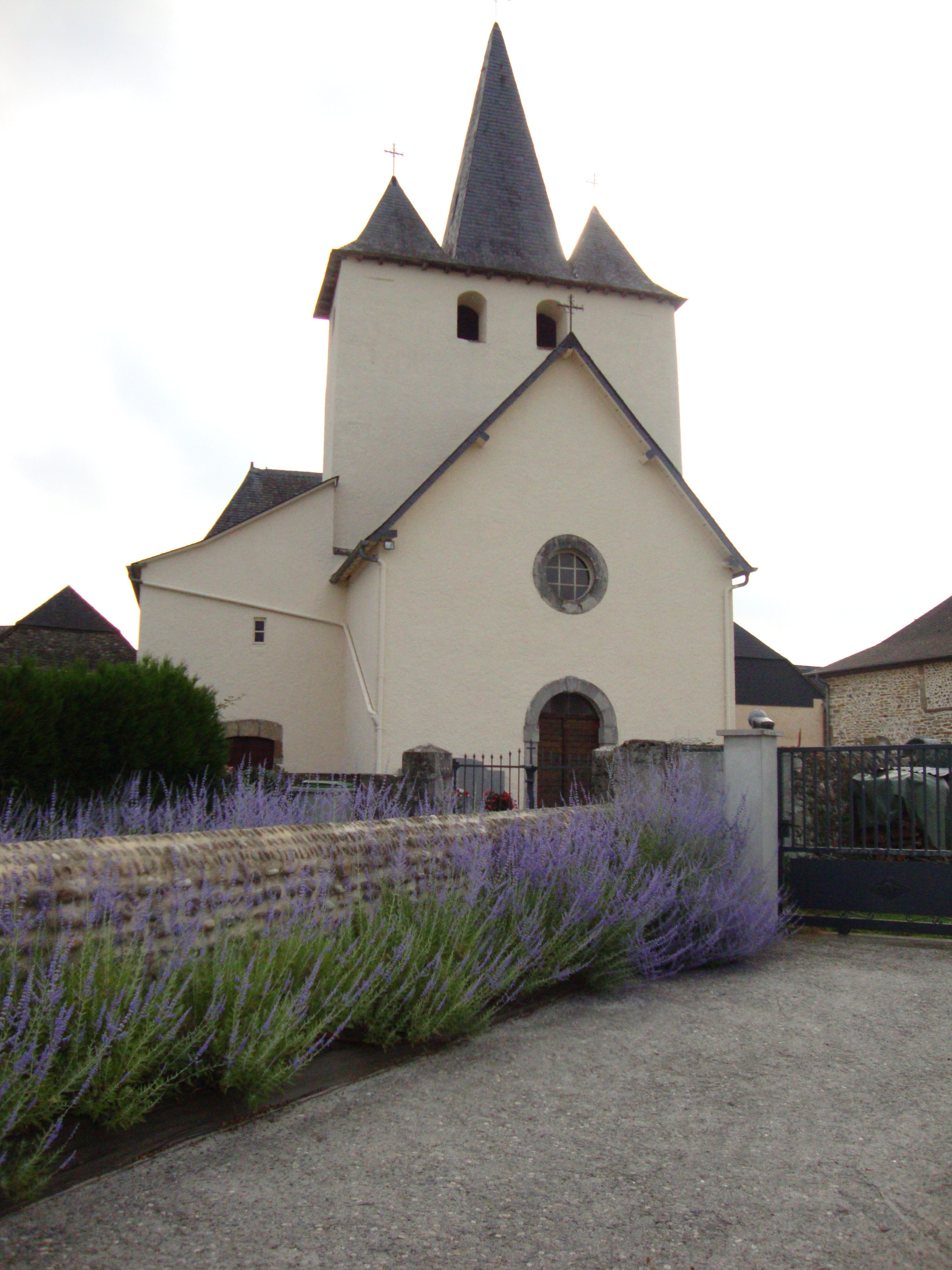
Церковь Нотр-Дам
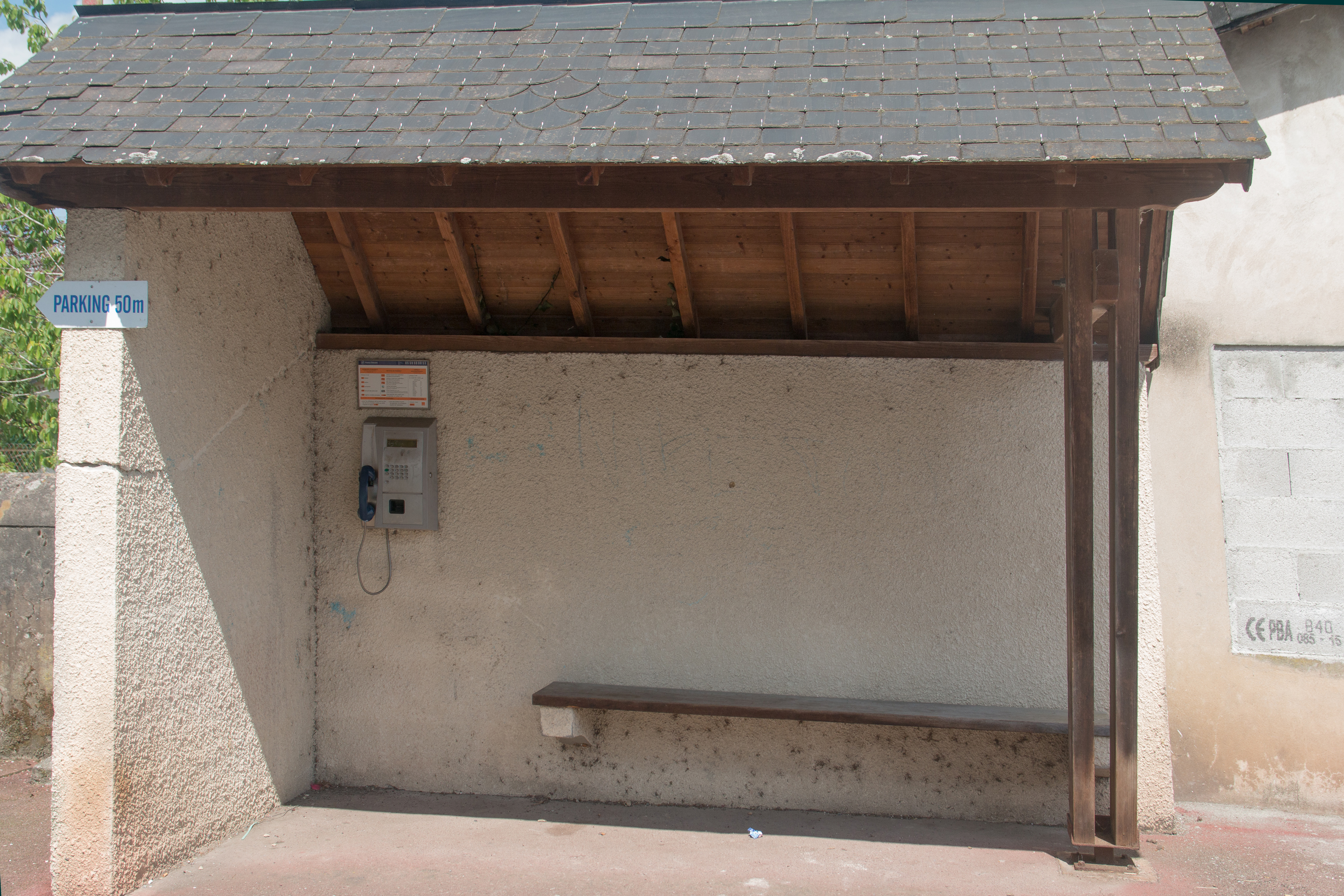
Телефонная будка
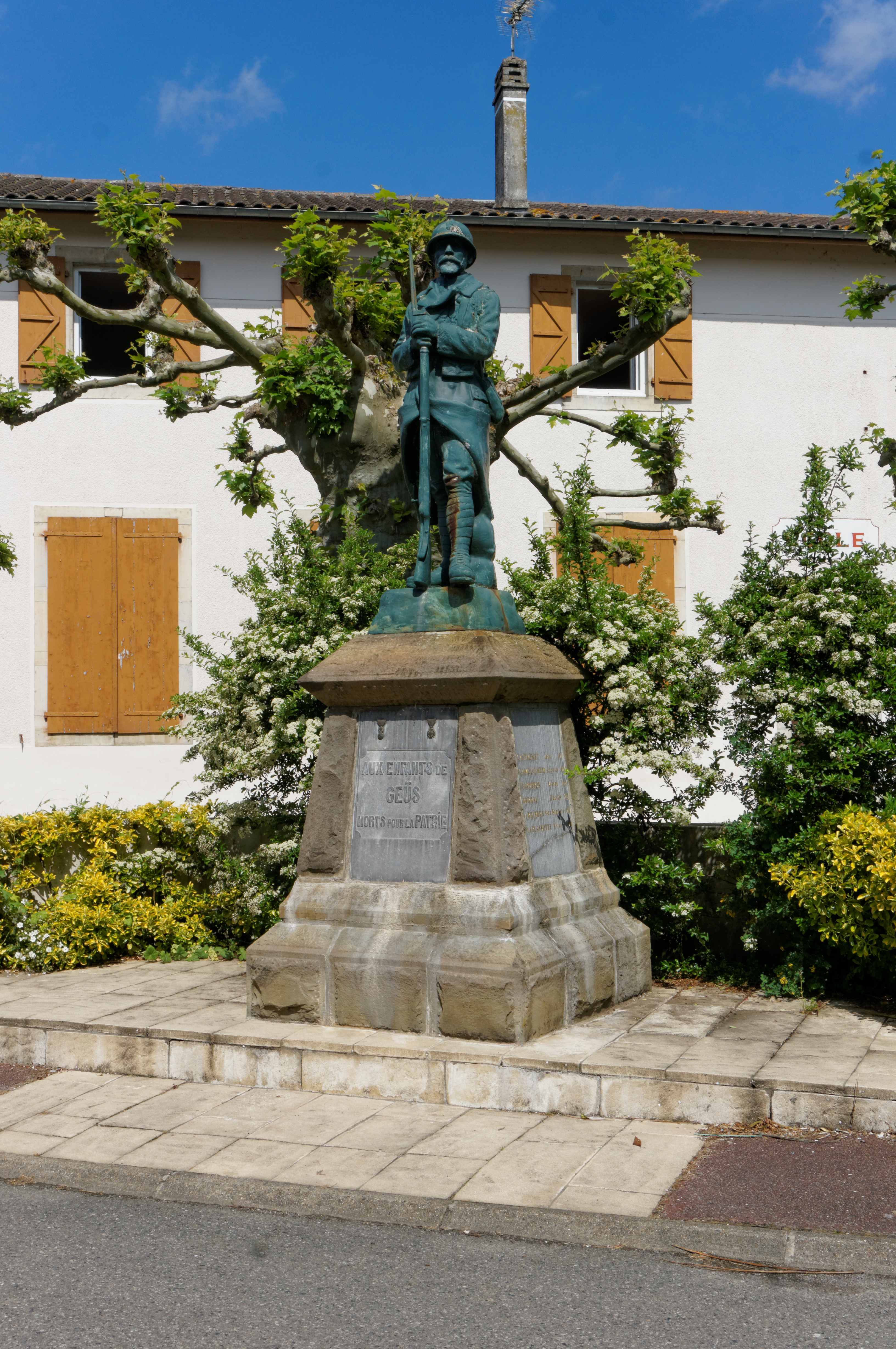
Военный мемориал